# Muzeum Miniaturowej Sztuki Profesjonalnej Henryk Jan Dominiak w Tychach
Muzeum Miniaturowej Sztuki Profesjonalnej Henryk Jan Dominiak w Tychach – muzeum sztuki nowoczesnej w Tychach założone w 2013 roku przez Henryka Jana Dominiaka. Placówka mieści się przy ul. Żwakowskiej 8/66. Muzeum podlega i jest nadzorowane przez Ministerstwo Kultury i Dziedzictwa Narodowego.

## Działalność
Muzeum zostało założone w 2013 roku w tyskiej dzielnicy Śródmieście, na parterze mieszkalnego wieżowca. Do 2012 rezydowała w tym miejscu mobilna galeria sztuki współczesnej Po drodze. Z uwagi na alkierz wystawowy o wymiarach 6,15 m², jest określane w polskich publikacjach regionalnych jako najmniejsze muzeum Świata. Skolekcjonowane eksponaty zostały pozyskane w formie darowizn.

### Przyuliczne życie kulturalne
11 sierpnia 2016 roku miasto podpisało umowę z Muzeum na użyczenie działki z przeznaczeniem na zieleń i aranżowanie spotkań kulturalnych przy ulicy Źwakowskiej – strefę oznaczono terminem Zielone Tychy Kultura. Na skwerze zbudowano makietę miasta. Po wytyczonych głównych arteriach miasta z kostki granitowej można spacerować. Ponadto znajduje się tam pomnik – kamień pamiątkowy ku czci tragicznie zmarłych w katastrofie prezydenckiego samolotu Tu-154M pod Smoleńskiem.

Kamień upamiętniający ofiary katastrofy polskiego Tu-154 w Smoleńsku, odsłonięty 14 kwietnia 2010 roku

Zielone Tychy Kultura – miejsce spotkań kulturalnych organizowanych przez muzeum

### Działalność charytatywna
Muzeum jest dodatkowo zaangażowane w przedsięwzięcia charytatywne. Wśród beneficjentów znaleźli się m.in.: osoba z Zespołem Williamsa, jak również syn kapelana Straży Granicznej oraz białopodlasianka urodzona w 6. miesiącu ciąży.

### Uprawnienia
Muzeum uprawnione jest m.in. do występowania z wnioskiem: 
- do ministra właściwego o nadanie osobom fizycznym bądź grupom osób fizycznych: orderu, odznaczenia i przyznanie dorocznej nagrody za osiągnięcia w dziedzinie twórczości artystycznej, upowszechniania i ochrony kultury[21][22],
- do Komisji Odznaki Honorowej o nadanie osobom fizycznym lub podmiotom prawnym Odznaki Honorowej „Zasłużony dla Województwa Lubelskiego”, decyzję o jej przyznaniu podejmuje Zarząd Województwa Lubelskiego[23],

## Podstawa działania
Muzeum działa przede wszystkim na podstawie ustawy z dnia 21 listopada 1996 r. o muzeach (Dz. U. z 2012 r. poz. 987), ustawy z dnia 23 lipca 2003 r. o ochronie zabytków i opiece nad zabytkami (Dz. U. Nr 162, poz. 1568, z późn. zm.) oraz uzgodnionego regulaminu z ministrem właściwym do spraw kultury i ochrony dziedzictwa narodowego.

## Zbiory
Od powstania muzeum (16 kwietnia 2013), muzeum zebrało 1010 eksponatów (zsumowując 369 dzieła sztuki i 641 artefaktów kulturowych). 22 października 2013 zostały one podzielone na cztery sekcje (nazwane nadzbiorami):
Nadzbiór obrazów, rysunków i grafik
- Podzbiór obrazów
- Podzbiór rysunków
- Podzbiór grafik

Nadzbiór rzeźbiarstwa i ceramik
- Podzbiór rzeźb
- Podzbiór ceramik

Nadzbiór falerystyki, weksylologii, heraldyki, symboliki i emblematyki
- Podzbiór falerystyki
- Podzbiór heraldyki
- Podzbiór symboliki
- Podzbiór emblematyki

Nadzbiór broni białej
- Podzbiór broni białej paradnej
- Podzbiór broni białej kolnej bocznej krótkiej
- Podzbiór broni białej kolnej mocowanej u wylotu lufy broni strzeleckiej (np. karabinu albo pistoletu maszynowego)

## Wystawiennictwo
W ramach współpracy z artystami, instytucjami i organizacjami społecznymi realizującymi podobne zadania, muzeum aranżuje urozmaicone pokazy:
Eksponowanie stałe dorobku kulturowego artystów z Polski i zagranicy
- Polska – Paweł Brodzisz, Justyna Weronika Bruj, Magdalena „Car” Dąbała, Henryk Jan Dominiak, Emilia Gąsienica-Setlak, Natalia Hirsz, Anna Januszewicz-Pitlok[25], Aleksandra Jeżyk, dr Hanna Józefowska-Nawrot, Julia Kaczmarczyk-Piotrowska, Adam Korszun, Justyna Neyman, dr Piotr Tadeusz Mosur[26], dr Agata Ruman, Mieczysław Skalimowski, Renata Sobczak, Danuta „Saga” Tomaszewska, Wojtek Łuka, Robert Znajomski[27]
- Szwecja – Tomas Niklasson, Otto Niklasson Elmerås[27]
- Węgry – Aranka Gérné Mezōsi[27]
- Ukraina – Volodymir Goncharenko, Morain Bebikov[27]
- Brazylia – Neywa Cezar[27]

Eksponowanie czasowe w siedzibie muzeum
- 1 marca – 30 kwietnia 2014 – dr Agata Ruman – malarstwo sztalugowe[28][29]
- 1 lipca – 31 sierpnia 2015 – dr Jan Rzymełka – kolekcja agatów[30]

Eksponowanie czasowe na Zielone Tychy Kultura
- 13 listopada 2016 – Michał Banert – malarstwo i grafika[15]
- 3 czerwca 2017 – Emilia Gąsienica-Setlak – malarstwo[15]
- 1 lipca 2017 – Dariusz Fluder – rzeźba[15]

Eksponowanie wyjazdowe w kraju
- 12 lipca – 31 sierpnia 2013 – w Ośrodku Hodowli Żubrów i Edukacji Leśnej w Jankowicach[31][32]
- 2013, 2014, 2015 – w Parku Miejskim na placu pod Żyrafą w Tychach – z okazji Święta Wojska Polskiego[31][32]
- 31 października – 14 listopada 2013 – w Galerii 13 – Pszczyńskiego Centrum Kultury w Pszczynie[31][32]
- 1 lutego – 31 marca 2014 – w Muzeum Górnictwa w Nowej Rudzie[31][32]
- 26 – 27 lipca 2014 – w Muzeum Figur Chrystusa Frasobliwego w Jeżowem[31][32]
- 13 – 14 czerwca 2015 – w Parku Radziwiłłowskim w Białej Podlaskiej[19][20][31]

## Wybrane eksponaty
Miniatury poświęcone globalnym wydarzeniom

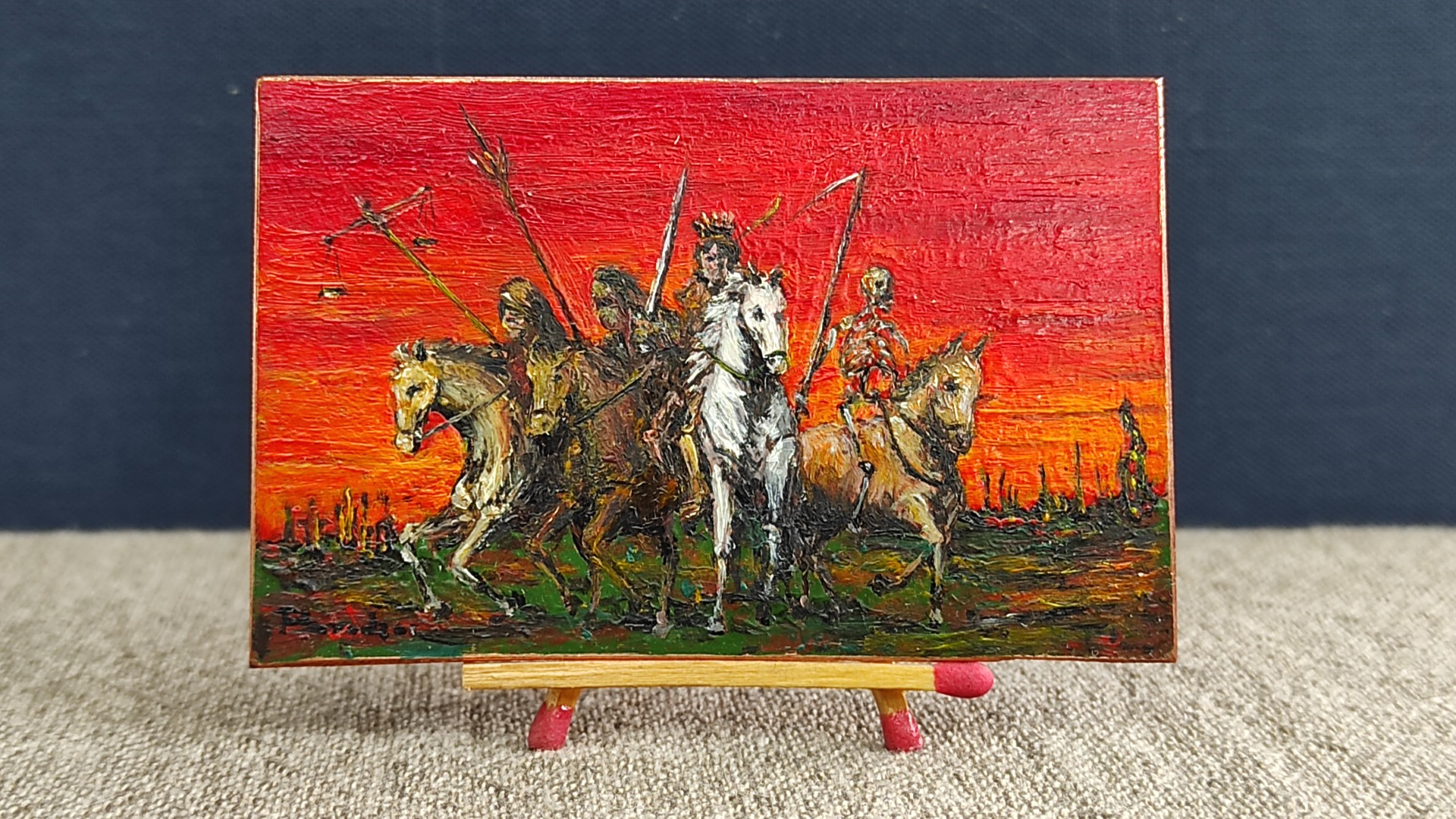
Czterej jeźdźcy Apokalipsy wymiary 50 × 77 mm
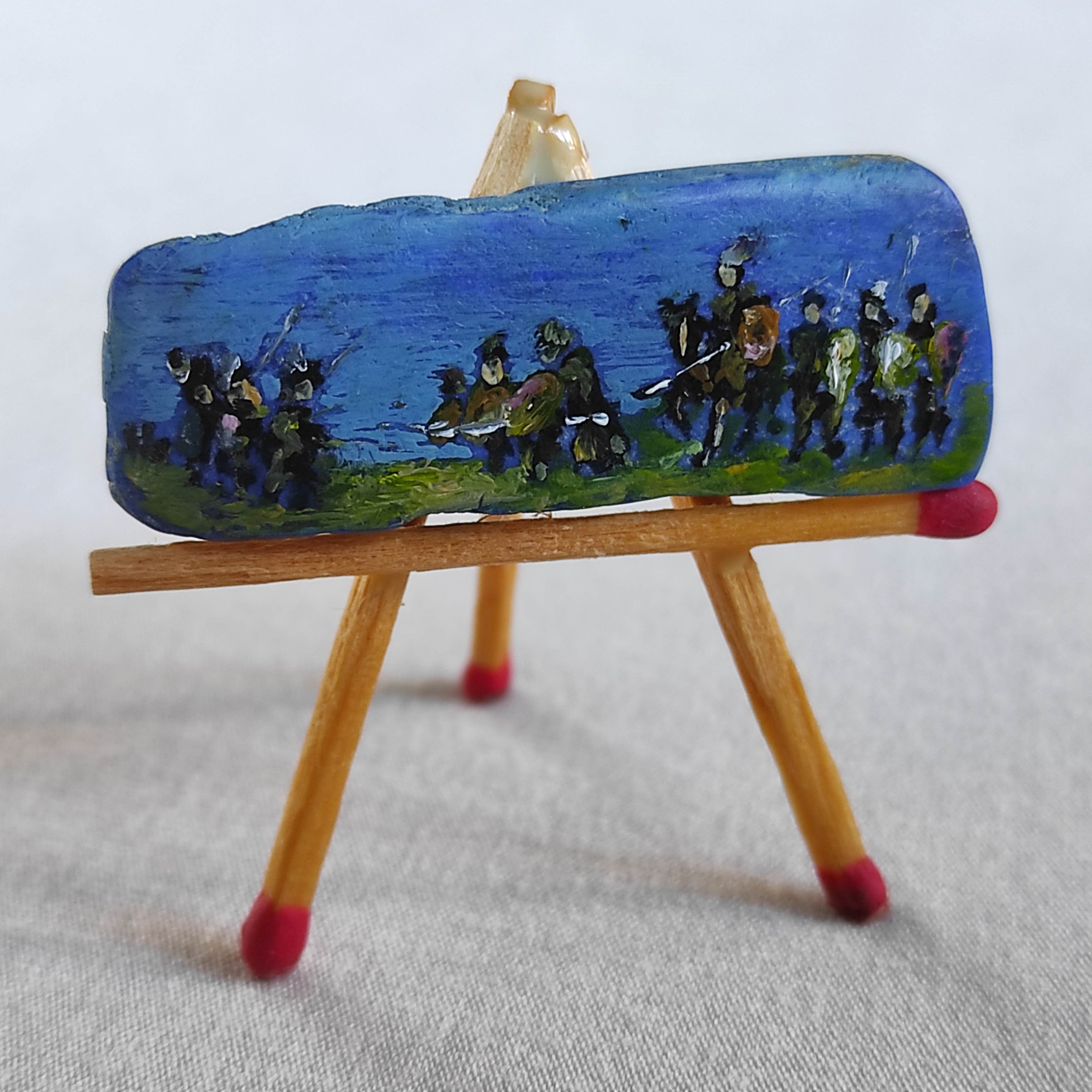
Bitwa pod Cedynią wymiary 15 × 42 mm
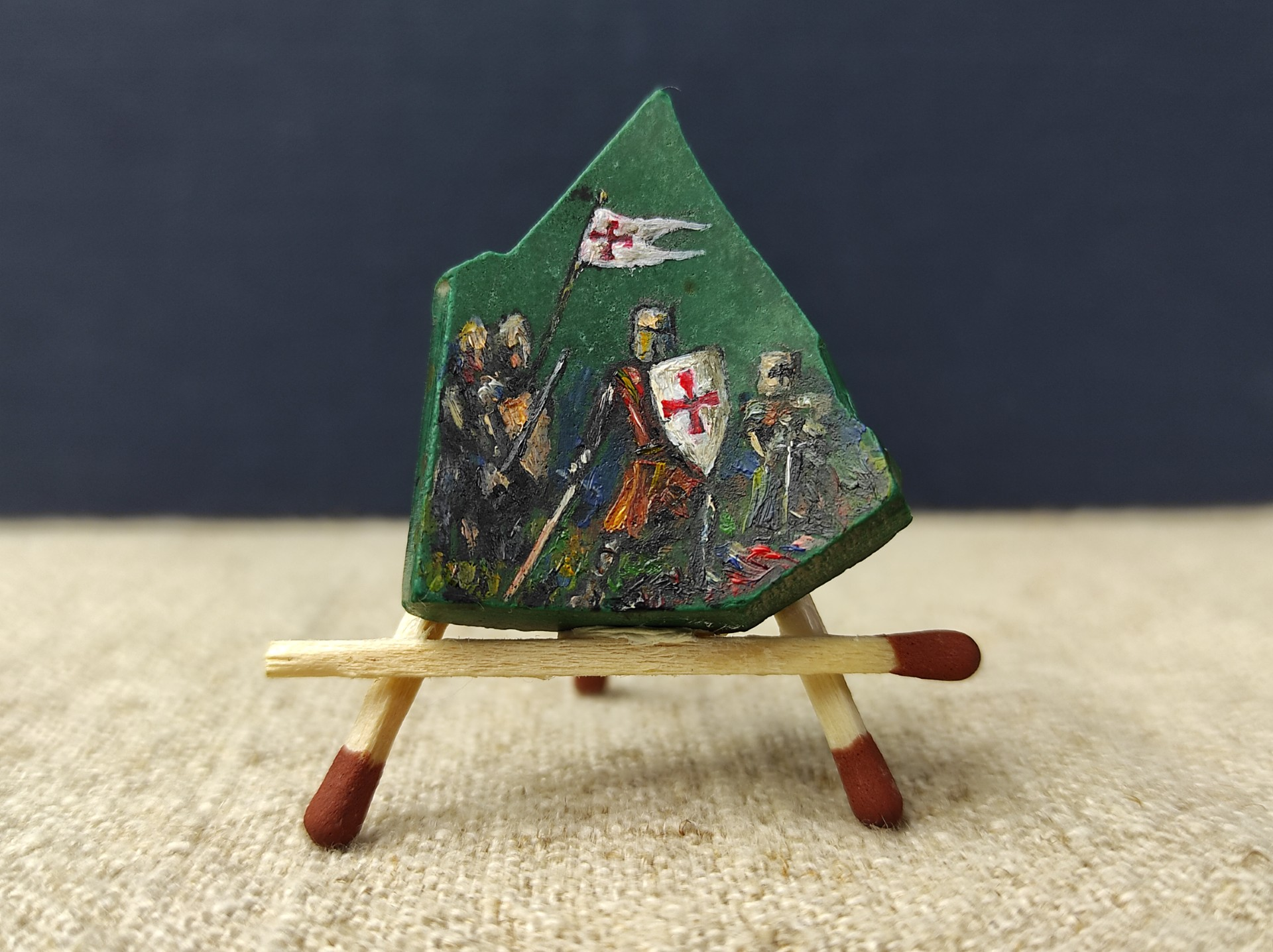
Krzyżowcy zdobywają Jerozolimę wymiary 32 × 28 mm
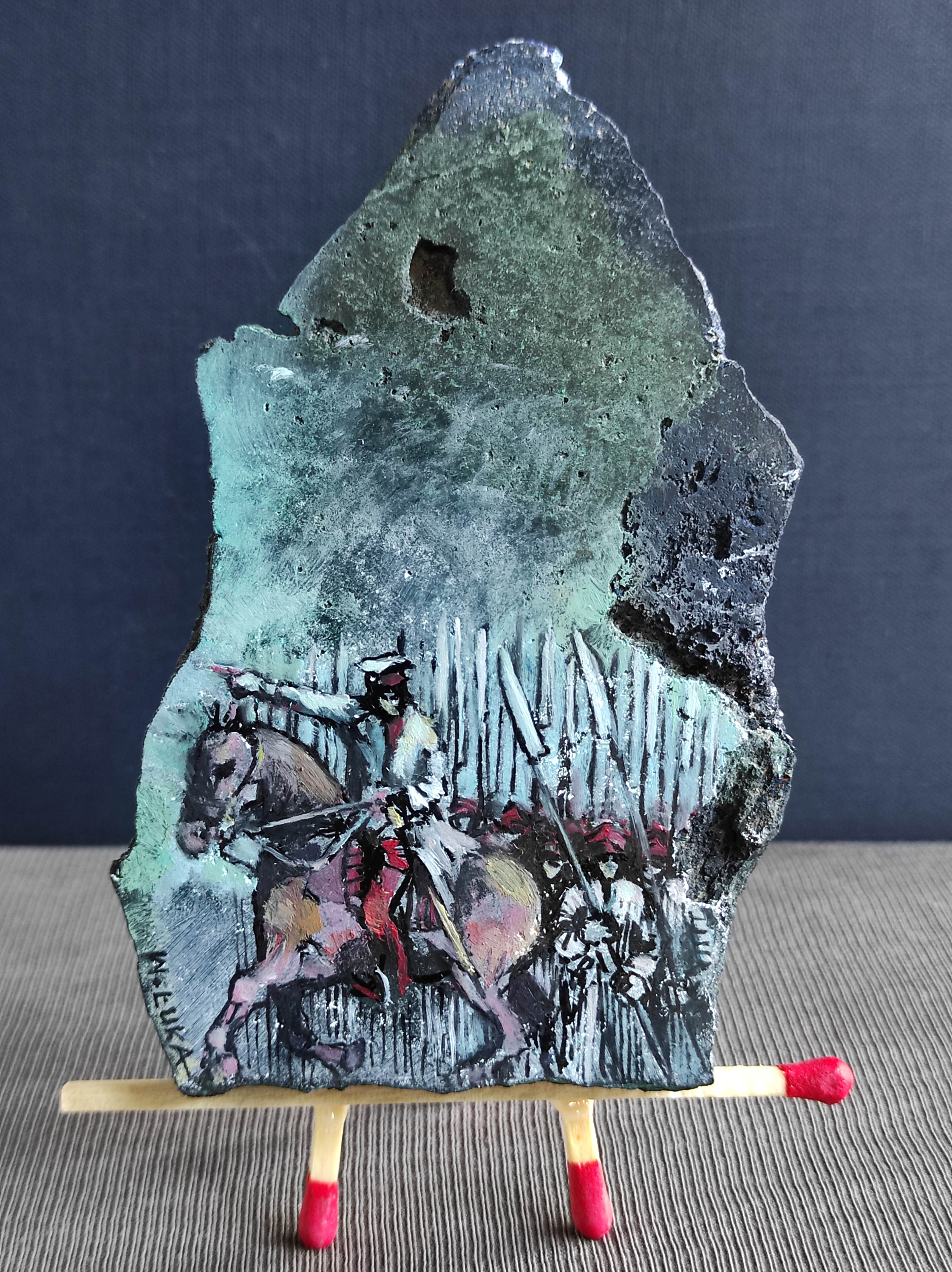
Bitwa pod Racławicami wymiary 132 × 77 mm
Cud nad Wisłą wymiary 44 × 22 mm, związany z tym tematem, najmniejszy na świecie[33][25]
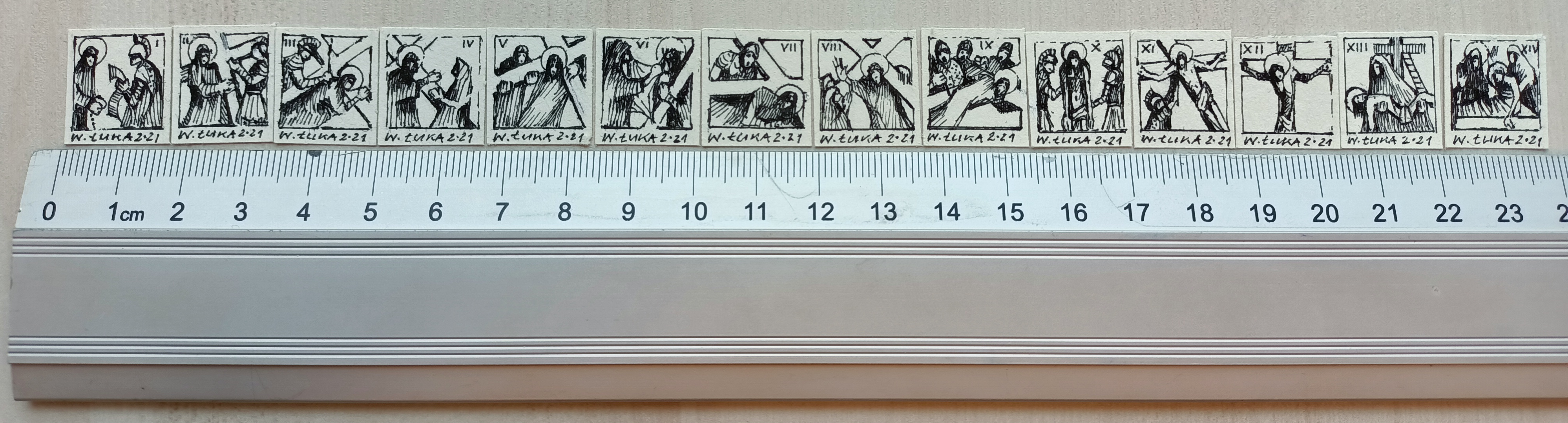
Droga Krzyżowa – 14 stacji kwadraty o bokach 15 × 15 mm

Miniatury wizerunku osób powszechnie znanych

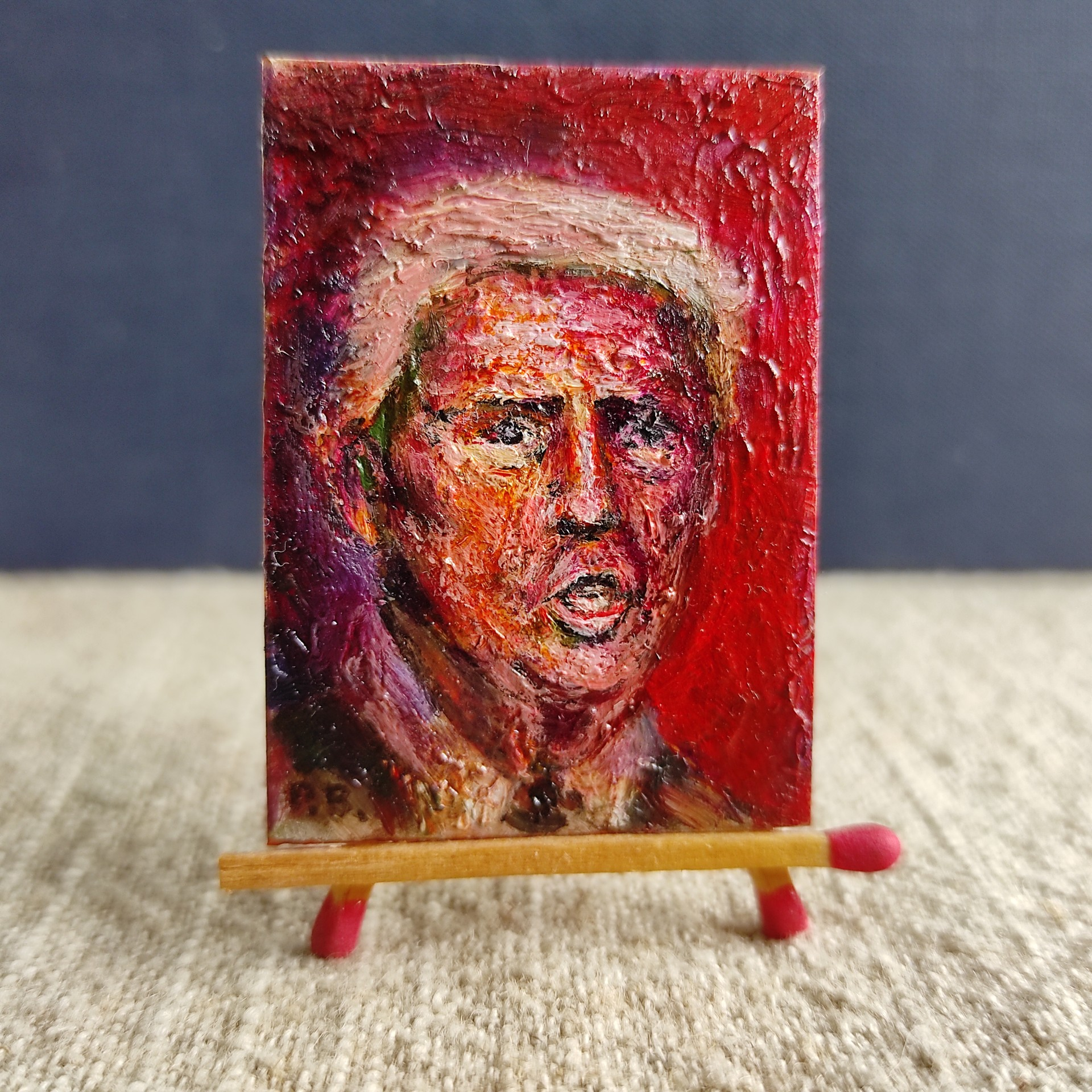
Donald Trump wymiary 49 × 35 mm
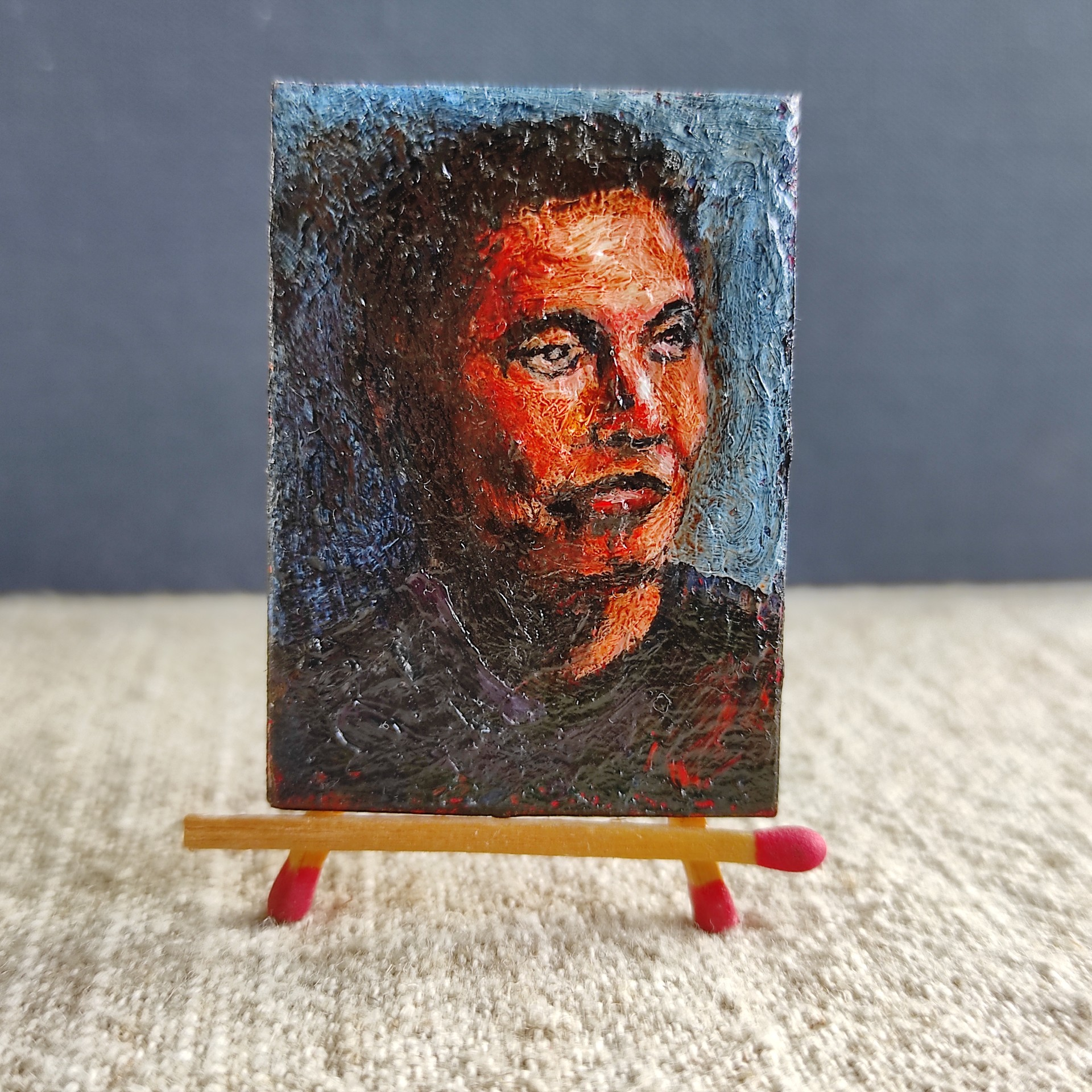
Elon Musk wymiary 50 × 35 mm
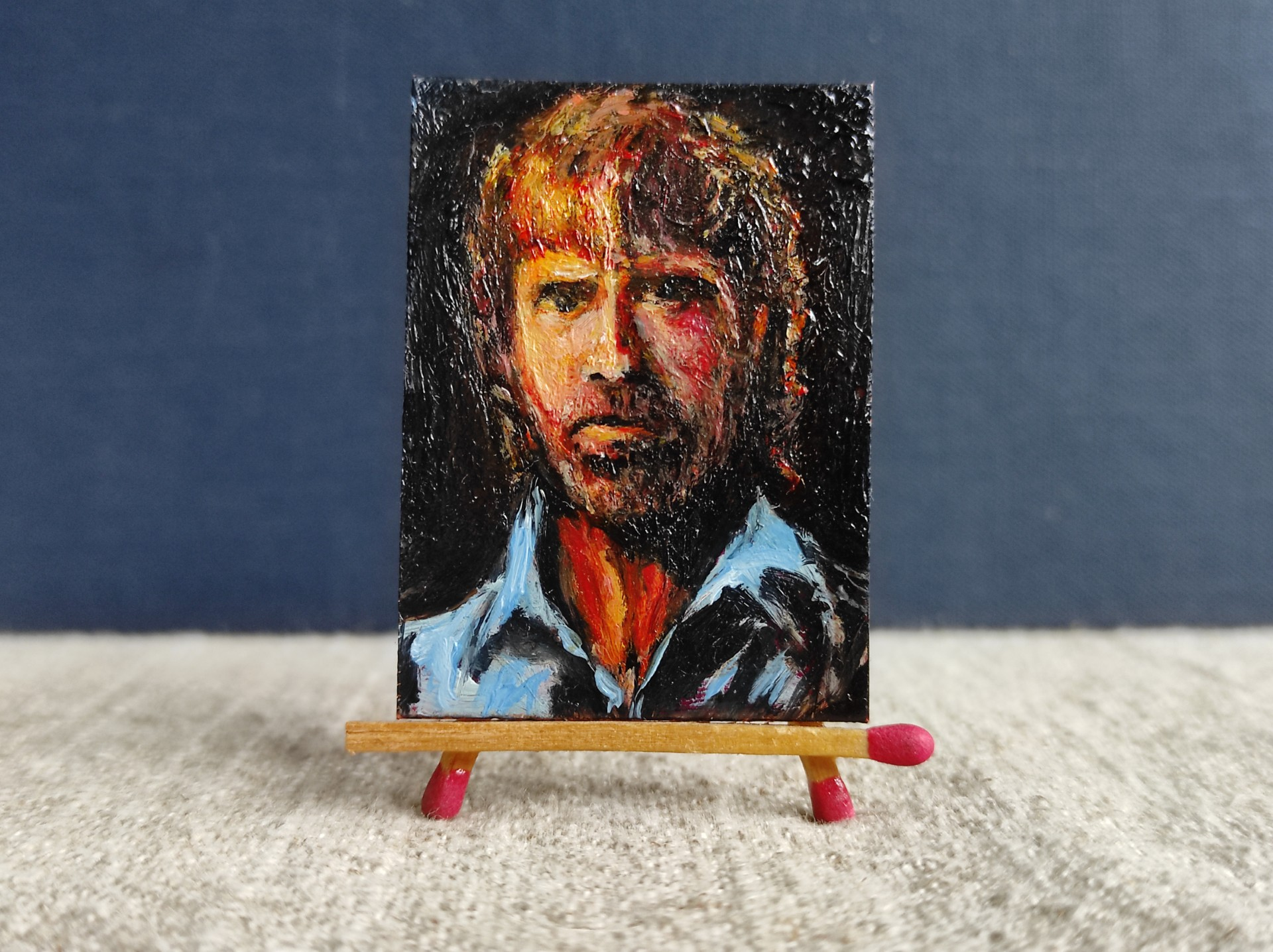
Chuck Norris wymiary 49 × 35 mm
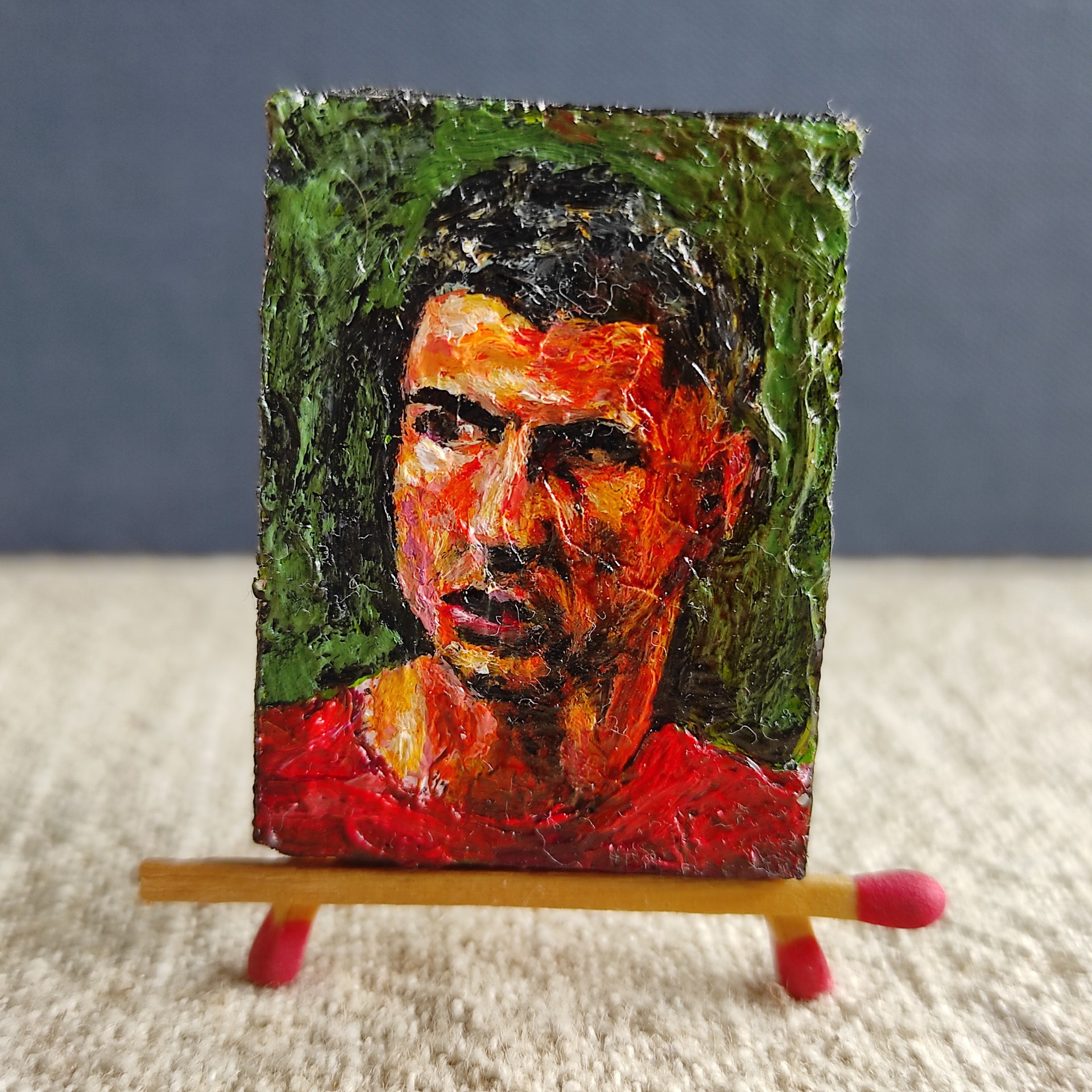
Cristiano Ronaldo wymiary 40 × 30 mm

Miniatury dedykowane ogólnym tematom

Róże wymiary 23 × 23 mm
Orion wymiary 19 × 31 mm
Jaszczurka wymiary 28 × 35 mm
Wykładowca wysokość 32 mm
Dwie siostry wysokość 34 i 30 mm
Srebrna Pani wysokość 26 mm
Święta Barbara z trzyokienną czerwoną wieżą wysokość 46 mm
Kto nas poróżnił wysokość 13 mm
Chrystus Frasobliwy nr 1 wysokość 26 mm
Taniec wysokość 80 mm
Gliniany dzban nr 1 wysokość 18 mm
Gar do zsiadłego mleka wysokość 10 mm
Donica wysokość 9 mm
Gliniany dzban na wino wysokość 17 mm

## Odznaczenia, wyróżnienia i certyfikaty

### Odznaczenia
- Odznaka honorowa „Zasłużony dla Kultury Polskiej” (2021)[38]
- Złota Odznaka Honorowa za Zasługi dla Województwa Śląskiego (2020)[38]
- Złota Odznaka „Zasłużony Dla Budownictwa” dla Zbiorowości (2021)[38]

### Nagrody
- Nagroda WFOŚiGW „Zielony Czek”, rekomendowana przez Jakuba Chełstowskiego – marszałka województwa śląskiego i Andrzeja Dziubę – prezydenta Tychów[39], dla dyrektora muzeum za upowszechnianie i promowanie działań oraz postaw ekologicznych (2019)[40]
- Nagroda „Orły Rozrywki” – Laureat Konkursu Wybór Klienta (2019), (2020), (2021), (2022), (2023), (2024)[6][41][42][43]
- Nagroda „Złote Orły Rozrywki” (2019), (2020), (2021), (2022), (2023), (2024)[38][41][42][43]
- Nagroda „Platynowy Lew Biznesu” (2020)[6]